# 小郡犬
小郡犬（おごおりいぬ）は、福岡県原産の絶滅した日本犬の一種である。

## 概要
筑後地方の小郡の犬種で、猟犬として素晴らしい性能を誇った犬種であった。四肢・耳・尾は大きく、後足の関節のところが屈せず、前足より後足が長く、尻の穴の太い仔犬は、必ず大きくなって勇猛になるとされていた。
しかしながら1950年代に出版された書籍によると、1頭も姿が見られないとされている。また、当時の若者の多くが、本種について知らなかった。